# Велицк
Ве́лицк (укр. Велицьк) — село в Ковельском районе Волынской области Украины. Административный центр Велицкой сельской общины.
Код КОАТУУ — 0722181201. Население по переписи 2001 года составляло 688 человек, по данным 2020 года составляло 657 человек. Почтовый индекс — 45081. Телефонный код — 3352. Занимает площадь 19,56 км².

## Известные уроженцы, жители
- Сечевик, Игорь Прокофьевич (1945, Велицк — 2021) — советский и украинский детский писатель.